# Angelique Clifton-Parks
Angelique Clifton-Parks (* 25. November 1965) ist eine ehemalige südafrikanische Squashspielerin.

## Karriere
Angelique Clifton-Parks spielte ab Anfang der 1990er-Jahre auf der WSA World Tour. Mit der südafrikanischen Nationalmannschaft nahm sie 1992, 1994, 1996, 1998 und 2000 an der Weltmeisterschaft teil. Bei den Commonwealth Games 1998 gehörte sie ebenfalls zum südafrikanischen Aufgebot. Im Einzel schied sie in der ersten Runde gegen Carol Owens aus, in der Doppelkonkurrenz erreichte sie mit Annelize Naudé das Viertelfinale. Clifton-Parks wurde auch für den WSF World Cup 1999 in den Nationalkader berufen. Bei den Afrikaspielen 2003 sicherte sie sich im Mannschaftswettbewerb mit Claire Nitch und Sjeanne Cawdry die Silbermedaille. In der Doppelkonkurrenz der Weltmeisterschaften im Doppel und Mixed im Jahr 2004 schied sie ebenso in der Gruppenphase aus wie auch im Mixed.
Sowohl 1993 als auch 1994 stand sie im Hauptfeld der Weltmeisterschaft im Einzel, kam aber beide Male nicht über die erste Runde hinaus. Sie wurde 1989 und 1990 zweimal in Folge südafrikanische Meisterin. Ihre Schwester Chantel Clifton-Parks war ebenfalls Squashspielerin.

## Erfolge
- Afrikaspiele: 1 × Silber (Mannschaft 2003)
- Südafrikanische Meisterin: 1989, 1990